# Sfera aktywności gospodarczej
Strefa aktywności gospodarczej – teren przeznaczony do prowadzenia działalności gospodarczej przez przedsiębiorców. 
Strefy są zwykle tworzone i zarządzane przez samorządy lokalne.